# Pont Vell (Sant Climent Sescebes)
El pont Vell és un pont de Sant Climent Sescebes (Alt Empordà) inclòs a l'Inventari del Patrimoni Arquitectònic de Catalunya.

## Descripció
És situat a l'extrem de ponent del nucli urbà de la població de Sant Climent, damunt la riera d'Anyet i donant sortida al poble per l'avinguda del Campament. Aquesta via constituïa l'antic accés al nucli urbà de Sant Climent.
Es tracta d'un pont rehabilitat de planta rectangular, format per dos arcs rebaixats bastits amb dovelles de pedra de mida mitjana. Ambdues arcades es troben unides per dos tallamars de secció triangular, un a cada banda de l'estructura, amb el basament i els angles bastit amb carreus de pedra desbastats. La part superior del pont presenta una barana baixa construïda amb pedra i maons. El paviment, tot i que refet, és de pedra i presenta els laterals i els tallamars fets de maons.
La resta de l'estructura està bastida amb còdols i pedra sense desbastar, lligat amb morter de calç.

## Història
La construcció del Pont Vell es data tradicionalment entre els segles XV-XVII.